# Операция присваивания в С++
Операция присваивания в языке программирования C++ обозначается знаком '='. Как и другие операторы в C++, она может быть перегружена.
Операция присваивания копированием - особый вид операции присваивания, используемый для присваивания объектов одного класса друг другу. Является одним из особых членов-функций и генерируется автоматически компилятором в случае, если нет явного объявления программистом. Код, сгенерированный компилятором, выполняет побитовое копирование.
Операция присваивания копированием отличается от конструктора копирования тем, что должна очищать члены-данные цели присваивания (и правильно обрабатывать самоприсваивание), тогда как конструктор копирования присваивает значения неинициализированным членам-данным.  Например:
```
My_Array
 
first
;
           
// инициализация конструктором по умолчанию

My_Array
 
second
 
=
 
first
;
  
// инициализация конструктором копирования

second
 
=
 
first
;
           
// присваивание операцией присваивания копированием

```

В качестве особого случая следует отметить следующий вариант инициализации конструктором копирования:
```
My_Array
 
second
 
=
 
My_Array
();

```

В этом случае компилятор (например VC2013) сразу же без всяких опций оптимизации выполняет оптимизацию возвращаемого значения (RVO, return value optimization) и конструктор копирования не вызывается.

## Перегрузка операции присваивания копированием
Когда нужно сделать глубокие копии объектов необходимо также принять во внимание и обработку исключений. Одним из способов избежать ошибки перемещения ресурсов является следующий:
1. Получаем новые ресурсы
2. Освобождаем старые ресурсы
3. Присваиваем объекту значения нового ресурса

```
class
 
My_Array
 

{

    
int
 
*
 
array
;

    
int
 
count
;

public
:

    
My_Array
 
&
 
operator
 
=
 
(
const
 
My_Array
 
&
 
other
)

    
{

        
if
 
(
this
 
!=
 
&
other
)
 
// защита от неправильного самоприсваивания

        
{

            
// 1: выделяем "новую" память и копируем элементы

            
int
 
*
 
new_array
 
=
 
new
 
int
[
other
.
count
];

            
std
::
copy
(
other
.
array
,
 
other
.
array
 
+
 
other
.
count
,
 
new_array
);

            
// 2: освобождаем "старую" память

            
delete
 
[]
 
array
;

            
// 3: присваиваем значения в "новой" памяти объекту

            
array
 
=
 
new_array
;

            
count
 
=
 
other
.
count
;

        
}

        
// по соглашению всегда возвращаем *this

        
return
 
*
this
;

    
}

    
...

};

```

Тем не менее, если успешный метод обмена доступен для всех членов и класс реализует конструктор копирования и деструктор (согласно Правилу трёх), самым коротким путём реализации присваивания копированием будет следующий способ:
```
public
:

    
void
 
swap
(
My_Array
 
&
 
other
)
 
// обмен члена-функции (неудачи быть не должно!)

    
{

        
// обмен всех членов (и базовых субобъектов, если возможно) с other

        
std
::
swap
(
array
,
 
other
.
array
);

        
std
::
swap
(
count
,
 
other
.
count
);

    
}

    
My_Array
 
&
 
operator
 
=
 
(
My_Array
 
other
)
 
// Примечание: аргумент передается по значению!

    
{

        
// обмен this с other

        
swap
(
other
);

        
// по соглашению всегда возвращаем *this

        
return
 
*
this
;

        
// other уничтожается, освобождая память

    
}

```

Причина, по которой операция = возвращает My_Array& вместо void, проста. Он разрешён для объединения присваиваний, как например:
```
array_1
 
=
 
array_2
 
=
 
array_3
;
 
// значение array_3 присваивается array_2 

                             
// затем значение array_2 присваивается array_1

```